# Provincies van Zuid-Afrika
Zuid-Afrika is tegenwoordig onderverdeeld in negen provincies. Tot 1995 telde Zuid-Afrika 4 provincies, een mandaatgebied van de Volkenbond (tot 21 maart 1990), verschillende onafhankelijke en meerdere afhankelijke thuislanden (tot 27 april 1994). In 1995 ontstonden de huidige 9 provincies.

## Overzicht
|   | Provincie       | Hoofdstad        | Opp. (km²) | Inw. (2006) | Kaart                      |
| - | --------------- | ---------------- | ---------- | ----------- | -------------------------- |
| 1 | West-Kaap       | Kaapstad         | 129.462    | 5.822.734   | Provincies van Zuid-Afrika |
| 2 | Noord-Kaap      | Kimberley        | 372.889    | 1.145.861   | Provincies van Zuid-Afrika |
| 3 | Oost-Kaap       | Bhisho           | 168.966    | 6.562.053   | Provincies van Zuid-Afrika |
| 4 | KwaZoeloe-Natal | Pietermaritzburg | 94.361     | 10.267.300  | Provincies van Zuid-Afrika |
| 5 | Vrijstaat       | Bloemfontein     | 129.825    | 2.745.590   | Provincies van Zuid-Afrika |
| 6 | Noordwest       | Mafikeng         | 104.882    | 3.509.953   | Provincies van Zuid-Afrika |
| 7 | Gauteng         | Johannesburg     | 18.178     | 12.272.263  | Provincies van Zuid-Afrika |
| 8 | Mpumalanga      | Nelspruit        | 76.495     | 4.039.939   | Provincies van Zuid-Afrika |
| 9 | Limpopo         | Pietersburg      | 125.754    | 5.404.868   | Provincies van Zuid-Afrika |

## Geschiedenis van de provincies
De scheiding van Zuid-Afrika in verschillende bestuurlijke gebieden kan verdeeld worden in 3 aparte periodes, waarvan de eerste twee in elkaar overvloeien.
Vanaf de oprichting van de Unie van Zuid-Afrika in 1910, was het verdeeld in vier provincies. Vanaf 1913 werd het land van de zwarte bevolking (die het grootste deel uitmaakte van de totale bevolking) beperkt tot enkele gebieden, die slechts 13% van het land omvatten. Vanaf de late jaren 1950 werden deze gebieden geleidelijk aan veranderd in Bantoestans of thuislanden. In 1976 was Transkei het eerste thuisland dat de onafhankelijkheid van Zuid-Afrika aanvaardde.
Tussentijds beschouwde men Duits-Zuidwest-Afrika (het huidige Namibië) als vijfde provincie. De oorsprong hiervan gaat terug tot de Eerste Wereldoorlog toen Zuid-Afrika Duits-Zuidwest-Afrika bezette met troepen. Na de Tweede Wereldoorlog wilde Zuid-Afrika Zuidwest-Afrika niet afstaan aan de Verenigde Naties en regeerde het land tot 1990. Van 1965 tot 1989 duurde de Zuid-Afrikaanse grensoorlog die onder andere het gevolg had dat Namibië onafhankelijk werd en geen deel meer uitmaakte van Zuid-Afrika.
De vroegere thuislanden werden terug geïntegreerd in de Republiek op 27 april 1994, toen de eerste niet raciale verkiezingen plaatsvonden. Vanaf 1995 werd Zuid-Afrika verdeeld in negen provincies.
Iedere provincie heeft een eigen parlement en regering. De provinciale regering wordt voortgezeten door een premier. Iedere provincie vaardigt 10 personen af naar de Nationale Raad van Provincies (NCOP, National Council of Provinces), het hogerhuis van het Parlement van Zuid-Afrika.
In 2005 werden grenzen van alle provincies, met uitzondering van de West-Kaap en de Vrijstaat, opnieuw vastgesteld. Met uitzondering van de grens tussen de provincies Oost-Kaap en KwaZoeloe-Natal waren dit relatief kleine grenswijzigingen.

### 1910-1994
Provincie - hoofdstad
1. Kaapprovincie - Kaapstad
2. Oranje Vrijstaat - Bloemfontein
3. Natal - Pietermaritzburg
4. Transvaal - Pretoria

- Zuidwest-Afrika* - Windhoek

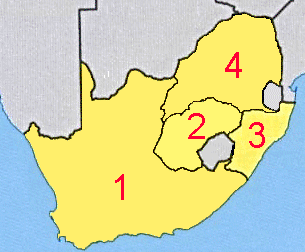
Voormalige provincies van Zuid-Afrika; Zuidwest-Afrika ligt aan de kust ten noordwesten van de Kaapprovincie

(*) Zuidwest-Afrika was officieel een Zuid-Afrikaans mandaatgebied (verkregen door de Volkenbond), maar functioneerde als een gewone provincie.
"Onafhankelijke" bantoestans

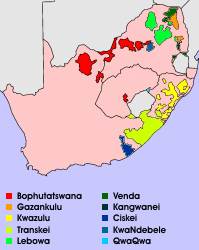
Voormalige Bantoestans in Zuid-Afrika

- Bophuthatswana - Mmabatho (onafhankelijk verklaard in 1977)
- Ciskei - Bisho (1981)
- Transkei - Umtata (1976)
- Venda - Thohoyandou (1979)

Niet-onafhankelijke bantoestans
- Gazankulu - Giyani
- KaNgwane - Louieville
- KwaNdebele - Siyabuswa
- KwaZulu - Ulundi
- Lebowa - Lebowakgomo
- Qwaqwa - Phuthaditjhaba